# نارون چتری
نارون چتری (نام علمی:  Ulmus Umbraculifera) نام یک زیرگونه از نارون است که در ایران و افغانستان می‌روید.
این گونه بسیار شبیه U. minor (اوجا) است با این تفاوت که تاجی انبوه‌تر، کروی یا واژتخم‌مرغی دارد. برگ‌ها غالباً خیلی متقارن‌تر، با قاعده اغلب تقریباً قلبی، دندانه‌های اراه‌ای هستند.
نارون چتری در ایران در استان‌های مازندران (نور: کمربن)، کرمانشاه (بابا یادگار)، اصفهان (بستر رودخانه زاینده‌رود، کاشان) و تهران (به طرف تجریش) می‌روید.